# Ледук
Ледук (енгл. Leduc) је град у централном делу канадске провинције Алберта. Налази се 33 км источно од главног града провинције Едмонтона и припада статистичкој регији Велики Едмонтон.
Насеље је добило статус села 1899. године, а тачан датум доласка првих досељеника у то подручје није познат. Зна се да је 1891. кроз тадашњи Ледук прошао први воз. Године 1906. Ледук добија статус вароши, а 1983. и једног од 17 градова у Алберти. Занимљива је легенда о имену места. Према њој управник поште је одлучио да прва особа која уђе у пошту постане и носилац имена насеља. Та особа је био локални мисионар и свештеник Иполито Ледук и по њему се од 1890. насеље зове Ледук.
Према подацима пописа из 2011. у насељу је живело 24.279 становника што је за готово 40% више у односу на 17.000 колико их је регистровано 2006. године. Статистички завод Канаде означио је Ледук као град са највишом стопом раста становништва у периоду 2006/11. година.
Разлог популационог бума града вероватно лежи и у веома јакој индустрији. У околини града се налазе две велике индустријске зоне, град је и важно саобраћајно чвориште, а близина међународног аеродрома Едмонтон који административно припада овом граду од Ледука је направила велику зону слободне трговине.

## Становништво
| 1996.  | 2001.  | 2006.  | 2011.  | 2016.  |
| ------ | ------ | ------ | ------ | ------ |
| 14.305 | 15.032 | 16.967 | 24.279 | 29.993 |